# Javier del Granado
Don Francisco Javier del Granado y Granado (Cochabamba, 27 de febrero de 1913 –Ídem,  15 de mayo de 1996), fue poeta laureado e hijo predilecto de Bolivia.

## Biografía

### Simbiosis entre el poeta y el entorno campestre de Arani
Nacido en el seno de una familia con notables precedentes literarios, pasó la mayoría de su juventud en la antigua hacienda colonial de sus ancestros, ubicada cerca de la localidad de Arani en el departamento de Cochabamba, Colpa-Ciaco, que en el siglo XVI fue un convento agustino. Centro geográfico del país y epicentro del acontecimiento político y social más importante del siglo XX en Bolivia, Arani regaló al poeta no sólo una guarida física, sino también la materia de su trabajo y sus reflexiones, que él aceptó con devoción y nunca dejó de agradecer. Disfrutaba enormemente con los olores y sabores que le ofrecía el campo, y el contacto con la naturaleza y la vida campestre tuvieron mucha influencia en sus obras, que combinan la ambientación épica y crónica histórica con los temas rurales e indígenas, y un fuerte uso de idiomas autóctonos, principalmente el quechua (la lengua ancestral de los Incas). A raíz de la preocupación temática por el pueblo y el paisaje del terruño en que había nacido, así como por el cultivo de las formas métricas y la intensidad y brillo de sus sonetos y romances, su producción poética ha sido comparada con la obra del humanista mexicano Alfonso Reyes.

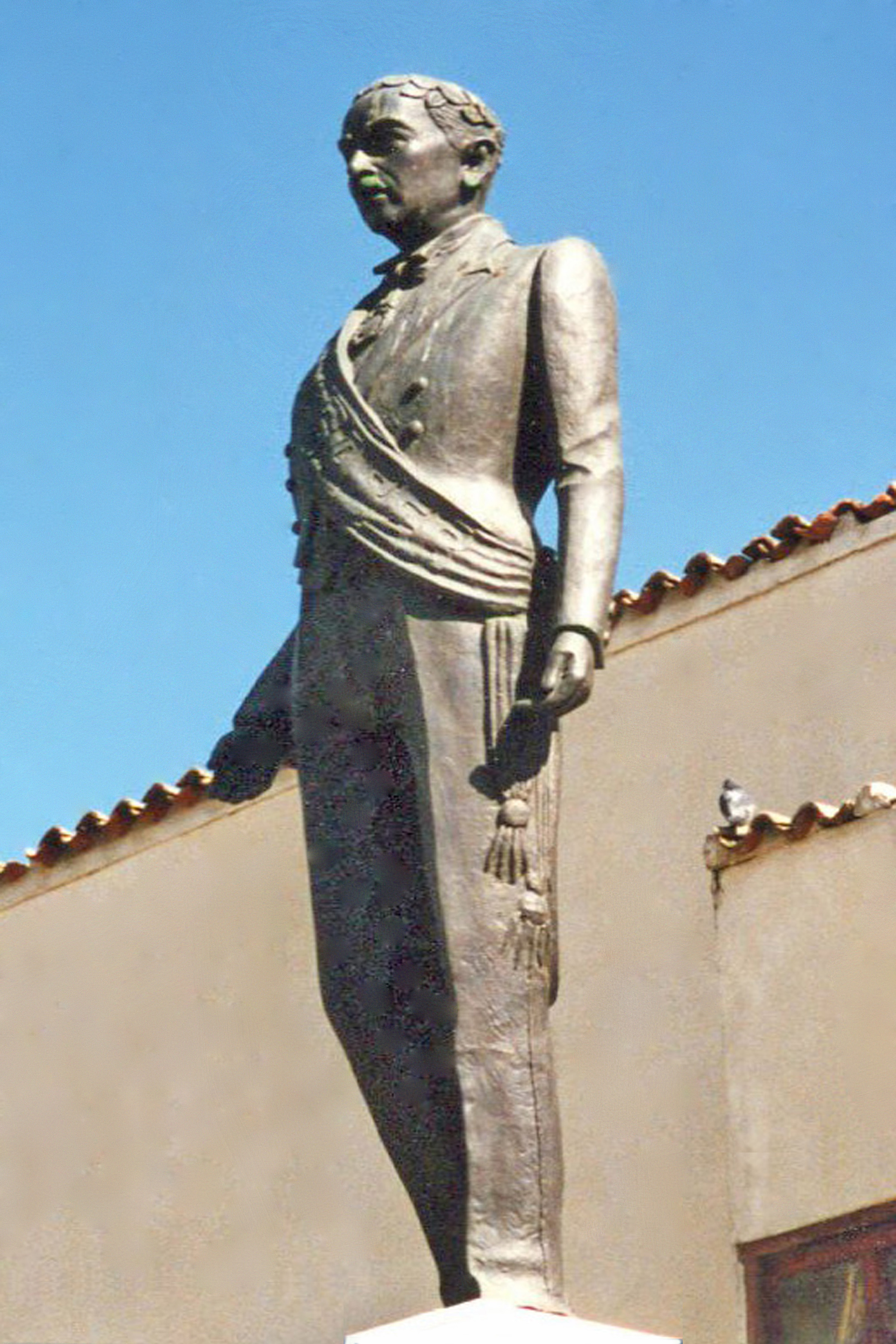
"Monumento al poeta", obra del artista César Terrazas Pardo, sobre su pedestal en la plaza del Granado, antes de su traslado a la avenida Javier del Granado de Cochabamba

### Premios y distinciones
El vate boliviano logró reconocimiento amplio, recibiendo una multitud de premios nacionales e internacionales, a lo largo de una carrera de más de medio siglo. Le fue concedido el Premio Rubén Darío, máximo galardón de las letras nicaragüenses, la Universidad Nacional Mayor de San Marcos le adjudicó el Premio Cesar Vallejo, la Universidad Mayor de San Simón y la Universidad de Arizona le rindieron homenaje invistiéndole doctor honoris causa, y el Congreso boliviano por unanimidad le concedió, en un acto legislativo sin precedentes, una pensión vitalicia, con rango de exmandatario constitucional. Fue individuo de número de la Academia Boliviana de la Lengua, correspondiente de la Real Academia Española y de la Academia Argentina de Letras, miembro extranjero de la Academia Francesa, caballero gran cruz de la Orden de Isabel la Católica, comendador de la Orden del Cóndor de los Andes y de la Orden de la Educación Boliviana, maestro del saber, premiado en juegos florales de Argentina, Bolivia, Ecuador y Uruguay, y coronado con laureles de oro por los gobiernos de Bolivia y Filipinas. 
Su fallecimiento fue marcado por tres días de duelo nacionales y su funeral un evento estatal. En su memoria, Bolivia ha dedicado una plaza y dos avenidas (una de ellas, la más extensa de la ciudad de La Paz) y develado un monumento en su honor.

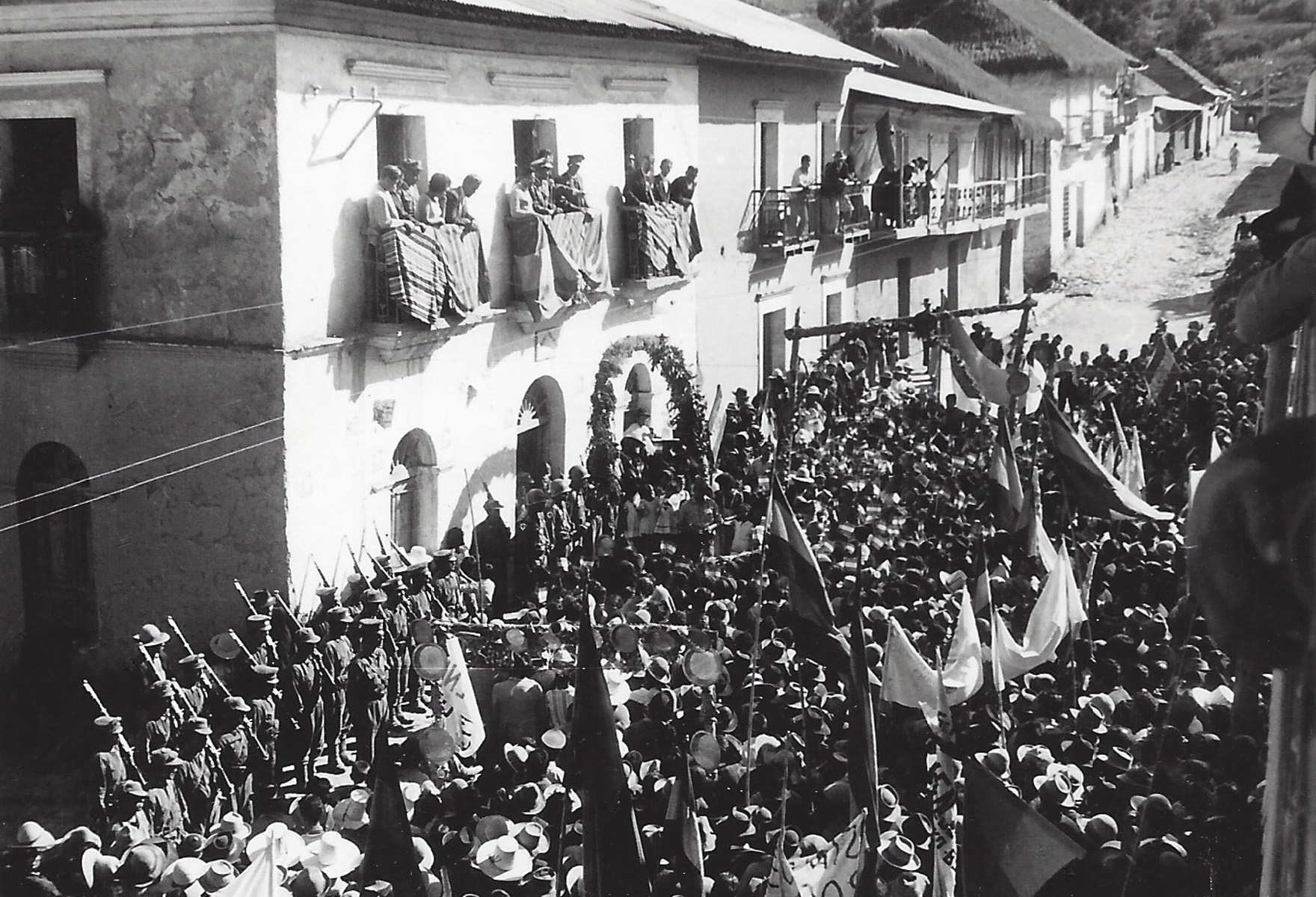
Ante una multitudinaria concentración campesina que se realizó en Arani, municipio rural en el Valle Alto de Cochabamba, con Paz Estenssoro en 1942

## Poeta de la Revolución boliviana
Profundamente convencido de los principios de la época, supo combinar el nacionalismo revolucionario con el profundo catolicismo que lo guio toda la vida, destilando desde su aldea campesina en las cercanías de Arani condensaciones de la vida rural boliviana y su evolución en el tiempo. Su literatura tiene la función de relacionarse con el entorno de manera valiente, ser capaz de mirarlo todo una y otra vez, impulsar leyendas y mitos, buscar una grandeza y una identidad nacionales, destacar momentos fundantes y lugares de memoria que adquieren un significado especial como germen del espíritu de un pueblo que sentaba las bases de una postergada modernización, para armar a partir de ella un mundo que pueda cobijarlo a él y a los suyos. 
Al propulsar la Revolución boliviana de 1952, el MNR nacionalizó las minas de estaño, decretó la reforma agraria e instauró el voto universal. Cuando era candidato a diputado por el MNR, se retiró de la militancia política después de un intento de asesinato en su contra en plena campaña electoral, cruento episodio que sirvió para confirmar su vocación de escritor y lo impulsó a dedicarse en exclusiva a la creación literaria y su amor por las letras.

## Familia de los Granado
La ascendencia de este poeta boliviano lo liga en línea directa, durante el periodo colonial en Charcas, a ese noble filántropo que fue el primer conde de Cotoca, galeno español que a principios del siglo XIX realizó una expedición para propagar la vacuna contra la viruela en vastas zonas indígenas de la América Meridional. Su padre, Félix del Granado, un escritor de calidad notable, a su vez, fue rector de la Universidad Mayor de San Simón y fundó las Academias Bolivianas de la Lengua y de la Historia. También fue un escritor y orador sagrado, su tío abuelo, el venerable siervo de Dios Francisco María del Granado, un obispo admirado y querido hasta hoy por el pueblo boliviano por su vida dedicada a los más desfavorecidos, en especial a los indígenas. A esta familia además pertenece el reconocido abogado defensor de los derechos humanos y exalcalde de La Paz Juan del Granado; y su hermano, el analista hidrocarburífero y exvicepresidente de YPFB, Hugo del Granado.

## Bibliografía

Óleo sobre tela de Javier del Granado por Silvia Peñaloza